# Kaiserpfalz
Kaiserpfalz est une commune allemande de l'arrondissement du Burgenland, Land de Saxe-Anhalt.

## Géographie
La commune comprend les quartiers d'Allerstedt, Bucha, Memleben, Wendelstein, Wohlmirstedt et Zeisdorf.
| Roßleben | Querfurt    |                   |
| Wiehe    | Kaiserpfalz | Nebra-sur-Unstrut |
| Finne    | Finneland   | Bad Bibra         |

## Histoire
Kaiserpfalz est né en mai 2009 de la fusion des communes de Bucha, Memleben et Wohlmirstedt.
À Memleben, se trouvait une place fortifiée dont on ne sait pas la localisation exacte appartenant aux Ottoniens. Les rois Henri Ier et Otton Ier meurent dans cette place. Otton II fait don de cette place à une abbaye bénédictine, dont les ruines se trouvent un peu partout dans Memleben.
Au début du IXe siècle, sont mentionnés pour la première fois dans le Breviarium Sancti Lulli qui référence les biens de l'abbaye d'Hersfeld au moment de son fondation par l'archevêque de Mayence Lull : Allerstedt sous le nom d'"Alarestede", Memleben sous le nom de "Mimelebo", Wohlmirstedt sous le nom de "Wolmerstede". Bucha est mentionné pour la première fois en 1154, mais sa fondation date sans doute des Francs. Wendelstein est mentionné pour la première fois sous le nom de "Wendilsteyn" en 1322 pou son château-fort.

## Personnalités liées à la ville
- Henri Ier de Germanie (876-936), roi né et mort à Memleben.